# Gare Saint-Martin (Québec)
Pour les articles homonymes, voir Gare de Saint-Martin.
Saint-Martin était une gare de l'Agence métropolitaine de transport faisant partie du train de banlieue de la ligne Montréal/Blainville–Saint-Jérôme. La ligne ne fait plus d'arrêt à cette station depuis la mise en service de la gare de la Concorde, située à environ 1,65 km plus au sud.